# Milovčići
Milovčići su naselje u Hrvatskoj u sastavu općine Malinske – Dubašnice. Nalaze se u Primorsko-goranskoj županiji.

## Zemljopis
Nalaze se na otoku Krku. Sjeverozapadno su Turčić, Zidarići i Milčetići, sjeverno su Bogovići i Malinska, sjeveroistočno su Radići, Kremenići i Žgombići, istočno je Oštrobradić, jugoistočno su Ljutići, Barušići i jezero Ponikve, jugozapadno su Sveti Anton, Sabljići i Strilčići, južno je Sveti Ivan.

## Stanovništvo
| broj stanovnika | 80    | 88    | 94    | 98    | 110   | 100   | 81    | 80    | 71    | 68    | 62    | 55    | 40    | 51    | 77    | 124   | 166   |
|                 | 1857. | 1869. | 1880. | 1890. | 1900. | 1910. | 1921. | 1931. | 1948. | 1953. | 1961. | 1971. | 1981. | 1991. | 2001. | 2011. | 2021. |